# Powiat inowrocławski
Powiat inowrocławski – powiat w Polsce (w południowej części województwa kujawsko-pomorskiego), utworzony w 1999 roku w ramach reformy administracyjnej. Jego siedzibą jest miasto Inowrocław.
W skład powiatu wchodzą:
- gminy miejskie: Inowrocław
- gminy miejsko-wiejskie: Gniewkowo, Janikowo, Kruszwica, Pakość
- gminy wiejskie: Dąbrowa Biskupia, Inowrocław, Rojewo, Złotniki Kujawskie
- miasta: Inowrocław, Gniewkowo, Janikowo, Kruszwica, Pakość

## Demografia
Liczba ludności (dane z 30 czerwca 2005):
|        | Ogółem  | Ogółem | Kobiety | Kobiety | Mężczyźni | Mężczyźni |
| osób   | %       | osób   | %       | osób    | %         |           |
| ------ | ------- | ------ | ------- | ------- | --------- | --------- |
| Ogółem | 165 969 | 100    | 85 481  | 51,50   | 80 488    | 48,50     |
| Miasto | 109 081 | 65,72  | 57 118  | 34,41   | 51 963    | 31,31     |
| Wieś   | 56 888  | 34,28  | 28 363  | 17,09   | 28 525    | 17,19     |

▶Wieś vs ▶miasto
Ogółem (▶k, ▶m)
Miasto (▶k, ▶m)
Wieś (▶k, ▶m)

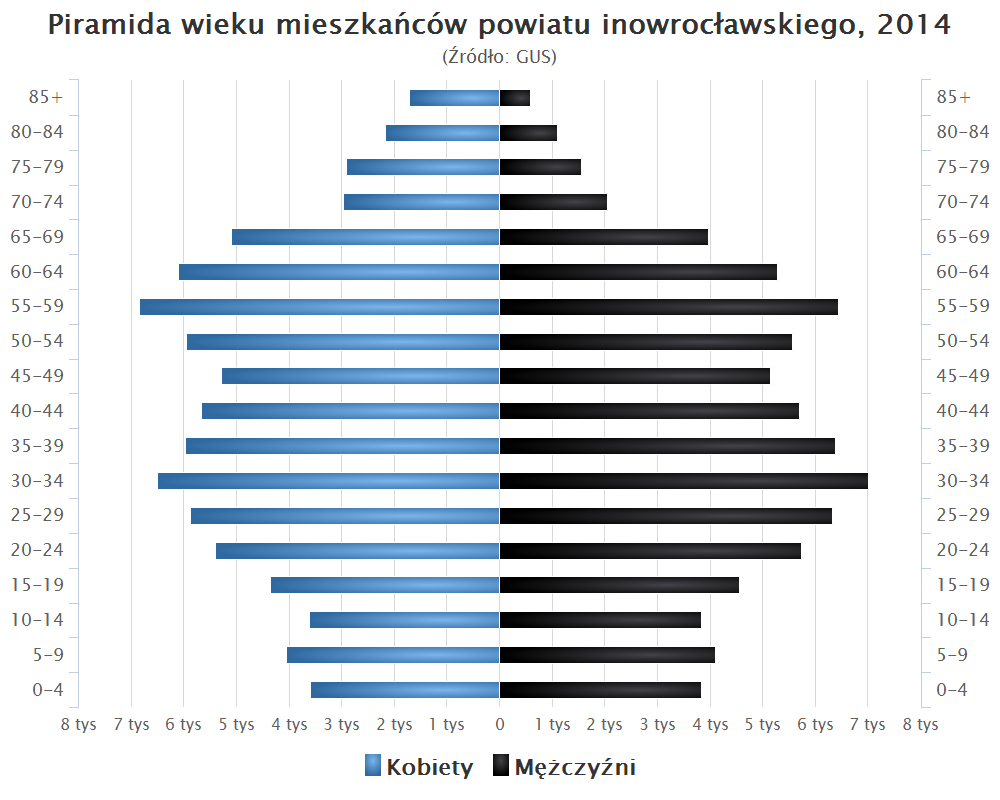
Piramida wieku mieszkańców powiatu inowrocławskiego w 2014 roku

Według danych z 31 grudnia 2019 roku powiat zamieszkiwało 159 814 osób. Natomiast według danych z 30 czerwca 2020 roku powiat zamieszkiwało 159 311 osób.

## Gospodarka
W końcu września 2019 liczba zarejestrowanych bezrobotnych w powiecie obejmowała ok. 6,5 tys. mieszkańców, co stanowi stopę bezrobocia na poziomie 10,9% do aktywnych zawodowo.

## Transport

### Transport drogowy

#### Drogi krajowe
- 15 (Trzebnica – Września – Gniezno – Inowrocław – Gniewkowo – Toruń – Ostróda)
- 25 (Bobolice – Bydgoszcz – Inowrocław – Konin – Kalisz – Ostrów Wielkopolski – Międzybórz)
- 62 (Strzelno – Kruszwica – Włocławek – Płock – Nowy Dwór Mazowiecki – Wyszków – Siemiatycze)

#### Drogi wojewódzkie
- 252 (Włocławek – Zakrzewo – Inowrocław)
- 246 (Paterek – Szubin – Gniewkowo – Dąbrowa Biskupia)
- 251 (Wągrowiec – Żnin – Pakość – Inowrocław)
- 255 (Pakość – Strzelno)
- 398 (25 Złotniki Kujawskie – 399 Liszkowo)
- 399 (Liszkowo – 246 Żelechlin)
- 400 (15 Latkowo – Więcławice)
- 412 (15/ 25 Tupadły – 62 Kobylniki)

### Transport kolejowy
- 131 (Chorzów Batory – Inowrocław – Bydgoszcz Główna – Tczew)
- 353 (Poznań Wschód – Gniezno – Janikowo – Inowrocław – Gniewkowo – Toruń Główny – Żeleznodorożnyj)
- 206 (Inowrocław Rąbinek – Drawski Młyn) Linia częściowo nieprzejezdna
- 231 (Inowrocław Rąbinek – Kruszwica – Strzelno – Mogilno) Linia częściowo nieprzejezdna
- 742 (Inowrocław – Inowrocław Rąbinek)

## Starostowie inowrocławscy
Na podstawie źródła:
- Leonard Maciejewski (16 grudnia 1998 – 24 listopada 2006)
- Tadeusz Majewski (24 listopada 2006 – 20 listopada 2018 r.)
- Wiesława Pawłowska (20 listopada 2018 – nadal)

## Sąsiednie powiaty
- powiat bydgoski
- powiat toruński
- powiat aleksandrowski
- powiat mogileński
- powiat radziejowski
- powiat żniński
- powiat koniński (województwo wielkopolskie)